# دستبند (فیلم ۱۹۹۵)
دستبند (به هندی: Haathkadi) فیلمی محصول سال ۱۹۹۵ و به کارگردانی تاتیننی راما رائو است. در این فیلم بازیگرانی همچون گوویندا، شیلپا شتی، شاکتی کاپور، مادهو، کیران کومار، آلوک نات، پانت ایثار، لاکسیمیکانت برد ایفای نقش کرده‌اند.